# Abdulmanam Al-Jawahr
Abdulmanam Al-Jawahr (18 de diciembre de 1977) es un deportista saudita que compitió en taekwondo. Ganó una medalla de bronce en el Campeonato Asiático de Taekwondo de 2000 en la categoría de –67 kg.

## Palmarés internacional
| Campeonato Asiático | Campeonato Asiático | Campeonato Asiático | Campeonato Asiático |
| Año                 | Lugar               | Medalla             | Categoría           |
| ------------------- | ------------------- | ------------------- | ------------------- |
| 2000                | Hong Kong (China)   | Medalla de bronce   | –67 kg              |